# Ржищівський гуманітарний коледж
Ржищівський гуманітарний коледж — державний вищий навчальний заклад акредитований та ліцензований МОН України. Розташований в центрі міста Ржищів (Київська область).

## Історія
Виникнення та перші роки діяльності сучасного Ржищівського гуманітарного коледжу безпосередньо пов'язані з Ржищівським Спасо-Преображенським монастирем. До кінця 60-х років XIX ст. монастир мав достатньо коштів для утримання черниць та існування обителі, тому, зі своєї ініціативи та дозволу Арсенія, митрополита Київського і Галицького, в 1869—1870 рр. оголошує збір пожертв на влаштування училища при монастирі для дівчаток-сиріт з родин церковних служителів. Одночасно в 1868—1871 рр. споруджується спеціальний корпус з настоятельськими келіями та училищем, з 12 покоїв, з 9 грубами, трьома коридорами і трьома ґанками, один з яких, зі скляною галереєю — училищний. В цьому корпусі під одним дахом була влаштована і домова церква в ім'я Життєдайного Джерела.
В звіті монастиря за 1870 р читаємо: «Ржищівське жіноче училище є навчально-виховним для початкової освіти сиріт і дітей бідних батьків.
Засноване училище в 1870 р. з дозволу Митрополита, знаходиться під головним керівництвом настоятельки монастиря та підзвітне єпархіальному архієрею.
В училищі працюють: начальниця училища, її помічниці — дві вчительки та законовчитель. Головна увага начальниці і вчительок спрямована на навчально-виховну частину; викладаються предмети за синодальною програмою. На вчительок складаються спостереження за порядком та тишею в класі під час уроків та в позакласні години. В училищі встановлено три класи з дворічним курсом навчання кожний. Прийом дітей дозволяється як в перший клас, так і в наступний, відповідно до їх знань. Заяви про прийом подаються на ім'я настоятельки монастиря, при цьому додається метричне свідоцтво…».
В училищі викладалося 17 предметів, 6 з яких мали богословське спрямування. Щодня в кожному класі відбувалося чотири уроки, тривалістю 1 годину 15 хвилин кожен, а після обіду діти займалися домоведенням. Навчання продовжувалося протягом року, крім недільних днів, церковних свят, днів говіння та вакацій: зимових — з 20 грудня до 7 січня, літніх — два місяці. Існувала п'ятибальна система оцінки знань. В училищі була бібліотека, яка складалася з підручників, книжок для дитячого читання, прописів, географічних карт, словників. Книги були подаровані різними людьми. Зокрема, в документах згадується ім'я ієрея Олександра Воскресенського та полковника Первухіна. Вільний від навчання час діти використовували для відпочинку, прогулянок, ігор та вправ, які розвивали та укріпляли сили тілесні.
Помешкання училища складалося з двох спалень та столової. Їжа подавалася дітям проста, але зі свіжих продуктів та в достатній кількості. Зі звітів, які збереглися до нашого часу, помітно, що в різний час тут навчалося від 13 до 20 дівчаток 7 — 18 років, сиріт і напів-сиріт. Це були діти не лише служителів церкви, а й інших станів: міщан, селян, ремісників, солдатів. Були діти не лише українців та росіян, ай євреїв. Учениці були як на повному монастирському забезпеченні, так і ті, за навчання яких батьки платили певні суми (це були діти місцевих жителів). Хоч наприкінці 80-х років XIX ст. благодійні внески на утримання училища дещо зменшились, училище продовжувало працювати й далі. Проте, це не означає, що монастир терпів збитки. Відомо, що він був достатньо забезпечений умовами і коштами, щоб у 1873 тут проживало 129 осіб, 1888 році — 143, а в 1917—253 черниці, послушниці, учениці школи та інші мешканці монастиря.
Друге десятиріччя XX століття, означене двома революційними переворотами та Першою світовою війною, внесло хаос і нестабільність як у мирське, так і в церковно-монастирське життя. Тимчасовий уряд, який прийшов на зміну самодержавству після Лютневої революції, постановою 20 червня 1917 року для дієвого і планомірного загального навчання дає розпорядження всі церковні — монастирські двокласні учительські школи в тому числі, передати у відання міністерства народної освіти, а повітові земські управи зобов'язує прийняти їх у безпосереднє підпорядкування. Таким чином, найперше, що відійшло від Спасо-Преображенського монастиря юридично, фактично ж залишаючись у своєму приміщенні, у своїх класах, зі своїм шкільним інвентарем і бібліотекою, була монастирська школа. На 47 році існування вона, як і задумувалося, мала три класи з дворічним курсом навчання. Тобто вчилися учениці, а не були тільки дівчатка-сироти, або напівсироти зі стану служителів церкви шість років. Жили при школі. Приміщення школи — це шкільна церква, 6 класних кімнат, 6 спальних кімнат для 120 учениць (станом на 1917 рік) бібліотека, зала, канцелярія, їдальня, кухня, 5 квартир для вчителів (однокімнатні), кімната економки та три великі коридори було збудовано на кошти монастиря. Крім того, при школі був погріб, лазня, сарай для дров, комора та інші будівлі.
Школа у 1902 році переведена в категорію жіночих учительських шкіл, з якої було випущено за 15 років (з 1902 по 1917 рр.) 257 учительок шкільної грамоти. Випускниці школи могли навчати дітей грамоти в домашніх умовах, а після складання відповідного іспиту в дирекції народних училищ, вести викладання і в земських школах. З 1911 року при школі впроваджено учительський курс, який за період 1911 до 1917 року підготував, як вказано в документах, 124 повноправні вчительки — без додаткових іспитів вони мали право на вчителювання в земських і міністерських школах. Майже 400 випускниць Ржищево-монастирської двокласної учительської жіночої школи (таку вона мала офіційну назву) трудилися для освіти народу в багатьох губерніях Південно-Західного краю Російської Імперії. Одна з випускниць школи 1912 року, Віра Андріївна Ковалевська, учителювала в Ржищівському однокласному земському училищі (воно знаходилося на Оболоні). З 1902 року при учительській школі діяла однокласна (термін навчання — два роки) початкова школа, як її ще називали — зразкова, для дітей простого люду Монастирської слобідки (до 1917 року в ній навчалися тільки дівчатка). Вона виконувала роль базової школи при двокласній учительській, тут майбутні вчителі проходили педагогічну практику.
Адміністрація Ржищівського Спасо-Преображенського монастиря проти передачі школи земству не заперечувала. Більш того, ігуменія Памерила 12 грудня 1917 року подає офіційне «Прошеніє» в Київську повітову земську управу про прийняття жіночої учительської школи (1 зразкової — разом), що знаходиться при монастирі, з усім інвентарем, під опіку управи, тим паче, що річне утримання школи монастиреві вартувало 5 тисяч 692 рублі 40 коп. за кошторисом на 1918 рік. Після передачі школи земству в 1917 році в початковій (зразковій) школі починають навчатися і дівчатка, і хлопчики, діти мешканців Монастирка; тоді в Слобідці проживало понад 500 людей. Відомо, що в 1918 — 19 навчальному році в цій школі навчалося 60 селянських дітей.
8 грудня 1917 року рада Ржищево-монастирської школи звертається до Київської повітової земської управи з проханням надати їй статусу учительської семінарії, адже, хоч школа і вважається за типом двокласною, «однако, юридически и фактически — она четыреклассная (с п'ятам классом — рукодельным); при ней существует однокомплектная начальная школа… Ввиду этого сонет школы просит управу считать школу четырехклассной учительськой. По типу и програмне она подходит к учитель ской семинарии, преобразование в каковую и было бы своевременным и желательным. Что насчет большой пользы, такого типа школы в означенням месте, то об этом свидетельствует громадный наплыв желающих поступить сюда; ежегодно на 30 вакансий в первуй класс является держать екзамен… 120—130 девиц. В настоящее время в учительской школе 125 учениц; в начальной (образцовой) — 40 учеников и учениц (1917 — 18 н.р. — Л. С.)»
1921 року в приміщеннях колишнього жіночого вчительського училища на базі Преображенського монастиря відкрито педагогічні курси з кількістю учнів 140. З часом цей заклад отримав нове приміщення, а з 1922 року став педтехнікумом, ще пізніше (1938) став профпедшколою. В 1944 році перейменовано в Ржищівське педагогічне училище. З 2004 року — Ржищівський гуманітарний коледж.

## Кадрове забезпечення
Навчально-виховний процес в коледжі здійснюють 46 викладачів.
36 викладачів мають вищу кваліфікаційну категорію, 5 викладачів є методистами, 23 мають звання старший викладач,10 викладачів нагороджені нагрудним знаком «Відмінник освіти України», 1 викладач є заслуженим працівником культури.

## Музей
Центром пошукової роботи є музей коледжу, який був створений до 75-річчя з нагоди створення закладу. Експозиційні стенди містять фото, документи, підручники, малюнки студентів і викладачів, фотоальбоми педагогічних династій, які працюють у коледжі, характеризують історію коледжу та основні риси епохи існування закладу.

## Випускники коледжу
- Бабак Іван Іванович (* 1923) — український військовик, генерал-майор танкових військ, учасник Другої світової війни.
- Соколов Артем Іванович (1987—2019) — сержант Збройних сил України, учасник російсько-української війни.